# Freier Deutscher Gewerkschaftsbund

FDGB, Freier Deutscher Gewerkschaftsbund, var en statligt kontrollerad fackföreningsorganisation i DDR. Det var en paraplyorganisation för omkring 15 fackförbund i Östtyskland. 
FDGB:s största del var IG Metall (1,8 miljoner medlemmar). FDGB ingick som massorganisation i SED:s politiska och ideologiska maktinflytande på det östtyska samhället. Den var en centralt och hierarkiskt styrd organisation. FDGB var som del i Nationella fronten även representerad i Volkskammer, det östtyska parlamentet. År 1986 var 98 % av alla arbetare medlemmar i FDGB som hade 9,6 miljoner medlemmar. 
Den nationella cupturneringen i fotboll i DDR hette FDGB-Pokal.
Fackförbundet upplöstes 1990 och ersattes av Deutscher Gewerkschaftsbund. FDGB:s tidigare huvudkontor i Berlin är idag Kinas ambassad i Tyskland.